# 亨德勒姆鎮區 (明尼蘇達州諾曼縣)
亨德勒姆鎮區（英語：Hendrum Township）是位於美國明尼蘇達州諾曼縣的一個行政鎮區。

## 地方資料
亨德勒姆鎮區的面積為108.67平方千米，當中陸地面積為107.38平方千米，而水域面積為1.29平方千米。根據2020年美國人口普查的數據，當地共有人口83人，而人口密度為每平方千米0.76人。